# مادالان
مادالان (روسی: Мадалан) یک شهرک در استان آمور کشور روسیه است.